# Anillo Beethoven
El Anillo Beethoven (Beethoven-Ring) es un premio anual otorgado por la asociación "Ciudadanos por Beethoven" de la ciudad de Bonn. Bürger für Beethoven (Ciudadanos por Beethoven) es la mayor asociación cultural de Bonn. Su finalidad es promover la música de Beethoven y preservar su memoria en la ciudad que lo vio nacer. En una votación, los 1500 miembros de "Ciudadanos por Beethoven" determinan uno de los cinco artistas más jóvenes en el Beethovenfest Bonn, que han interpretado una obra de Beethoven. La ceremonia oficial de premiación tiene lugar en el marco de un concierto en la Beethoven-Haus. Otros anillos de Beethoven fueron otorgados por la Sociedad Beethoven de Viena o la Wiener Musikakademie, como el que le otorgaron a Alfred Brendel en 2001.

## El anillo
El anillo está hecho con oro rosa de 18 quilates y plata. El anillo también posee un relieve de la cabeza de Beethoven en una placa de lapizlázuli.
De 2004 a 2016, el anillo fue realizado por la casa Schmuckatelier Sabine Schmid, de Sabine y Martin Schmid. Debido a que dejaron el negocio, a partir de 2017 el anillo es realizado por la casa Juwelenschmiede Richarz, de Patricia Richarz.

## Destinatarios
- 2004 Gustavo Dudamel[5]
- 2005 Julia Fischer[6]
- 2006 Lisa Batiashvili[7]
- 2007 Giorgi Kharadze[8]
- 2008 Lauma Skride[9]
- 2009 Teo Gheorghiu[10]
- 2010 Serguéi Jachatrián[11]
- 2011 Přemysl Vojta[12]
- 2012 Philippe Tondre[13]

- 2013 Ragnhild Hemsing[14]
- 2014 Sophie Dartigalongue[15]
- 2015 Nicolas Altstaedt[16]
- 2016 Filippo Gorini[17]
- 2017 Igor Levit[18][19]
- 2018 Kit Armstrong[20]
- 2019 Nicola Heinecker[21]
- 2020 sin otorgar
- 2022 Julia Hagen[22]